# Mount McIntyre
Mount McIntyre är ett berg i Antarktis. Det ligger i den centrala delen av kontinenten. Nya Zeeland gör anspråk på området. Toppen på Mount McIntyre är 2 956 meter över havet.
Terrängen runt Mount McIntyre är platt åt nordost, men åt sydväst är den kuperad. Mount McIntyre är den högsta punkten i trakten. Trakten är obefolkad. Det finns inga samhällen i närheten.